# Tadeusz Wieczorek (polityk)
Tadeusz Wieczorek (ur. 24 października 1922 w Sosnowcu, zm. 31 grudnia 1988 w Warszawie) – polski górnik i polityk komunistyczny, poseł na Sejm PRL I, II, III i IV kadencji.

## Życiorys
Syn Józefa. Uzyskał wykształcenie średnie, z zawodu był górnikiem. Należał do Związku Walki Młodych oraz Związku Młodzieży Polskiej. W 1945 wstąpił do Polskiej Partii Robotniczej, a następnie do Polskiej Zjednoczonej Partii Robotniczej. W PZPR pełnił funkcje zastępcy kierownika Wydziału Organizacyjnego (1953–1956), zastępcy kierownika Wydziału Przemysłu Lekkiego, Handlu i Budownictwa (1969–1971), zastępcy kierownika Wydziału Ekonomicznego (1971–1972) oraz członka (1959–1971) Komitetu Centralnego, ponadto był I sekretarzem Komitetu Wojewódzkiego w Zielonej Górze (1956–1968). Był radcą handlowym w Biurze Radcy Handlowego przy Ambasadzie PRL w Tiranie.
W okresie 1952–1969 pełnił mandat posła na Sejm PRL I, II, III i IV kadencji z okręgu Prudnik, następnie trzykrotnie z okręgu Zielona Góra. W trakcie I kadencji należał do Komisji Spraw Ustawodawczych, po czym przez trzy kolejne kadencje należał do Komisji Obrony Narodowej. W trakcie II kadencji należał ponadto do Komisji Nadzwyczajnej Ziem Zachodnich.
Został pochowany na Cmentarzu Wojskowym na Powązkach.

## Odznaczenia
- Order Sztandaru Pracy II klasy
- Krzyż Oficerski Orderu Odrodzenia Polski
- Medal 30-lecia Polski Ludowej
- Medal 10-lecia Polski Ludowej
- Złote Odznaczenie im. Janka Krasickiego
- Odznaka 1000-lecia Państwa Polskiego (1966)[2]
- Odznaka „za Zasługi w Rozwoju Województwa Zielonogórskiego”